# 中国人民解放军总干部部
20世纪50年代中国人民解放军8个总部之一，中央军事委员会直接领导下负责全军干部工作的领导机关。
中国人民解放军总干部部是中国人民解放军干部管理的专门工作机构。负责全军的干部考核、任免、组织、调配、培养、数量统计、军官预备役、抚恤保健一级军衔和勋章奖章的授予。

## 沿革
苏军设有总干部部（Главного управления кадров）。
1950年初，在毛泽东、周恩来、朱德的重视下，中央人民政府人民革命军事委员会（至1954年10月，简称军委）开始筹建中央人民政府人民革命军事委员会总干部管理部，由罗荣桓总负责。派总政第一研究室主任黄镇、副主任刘绍文带领各大军区调来12名政工干部，加上总政治部机关抽调的干部组成筹建组。筹建地址在北京市北池子58号。毛泽东对罗荣桓说：“成立总干部部，要徐立清来搞。”1950年4月8日，毛泽东签署军委命令，任命罗荣桓为军委总政治部主任和总干部管理部部长，徐立清为总干部管理部副部长。1950年8月14日，中共中央组织部、军委总参谋部作战部一局分管的军队军事、后勤、技术干部工作交由总干部管理部负责。政治干部管理工作仍然由各级政治机关负责。
总干部管理部筹建期间，按照毛泽东提倡的“五湖四海”原则，从总政治部、总参谋部，东北军区、华北军区、西北军区、西南军区、中南军区、华东军区，中共中央组织部，华北人民革命大学选调106人。同时聘请2名苏联顾问。
经毛泽东批准，总干部管理部初建时暂设有5个处：任免处、军衔处、调查统计处、抚恤保健处、秘书处。办公地点分散在北京市北池子26号、58号、中南海居仁堂。1950年9月2日，军委通过电报将总干部管理部的组成、分工、干部配备情况通知各大军区。
1950年9月4日，中央人民政府人民革命军事委员会发出了《关于建立各级干部管理部之规定》。1950年9月13日，总干部管理部召开全体干部会议，总司令朱德到会讲话，阐述了成立总干部管理部的意义、地位、作用、工作任务、干部管理权限等问题，朱德说：“现在我军已有90多万干部，这是我党、我军的一笔大财富。有了干部什么都可搞好……所以，干部部的工作是很艰巨而伟大的。”“正因为干部部的工作是件伟大的工作，所以必须建立，并归毛主席领导。由罗荣桓同志当部长，他在我军是很有威信的。希望大家都下决心来长期地做这个工作。”1950年10月19日，毛泽东签署命令，任命赖传珠为总干部管理部第一副部长，徐立清为第二副部长（1954年10月，宋任穷兼任总干部部第一副部长；1956年7月，甘渭汉任总干部部副部长）。
1950年10月27日，罗荣桓、赖传珠、徐立清就总干部管理部编制问题写请示呈交毛泽东。请示中称：经过数月工作体验，设立5个处的机构分工尚不够妥善，准备调整。同时苏联顾问麦列日科起草了编制系统表和其他材料，对研究机构改组的问题帮助很大。拟将总干部管理部原5个处改成4个处：一般兵种干部处、特种兵干部处、军衔奖励抚保处、秘书处，但是在机构业务分工问题上和苏联顾问存在不同意见，一时难以说服苏联顾问。1950年10月28日，毛泽东在此件上批示：“同意你们的意见。请考虑在适当时机与新来军事代表一谈。”1950年10月30日，周恩来批示：“荣桓同志，请将此报告抄我一份，以便在适宜时机提出。”
经过一年的实践，总干部管理部认为该部组织机构与分工缺乏科学性，同时为了适应全军整编后干部管理工作更加集中统一的需要，并且参考苏联顾问卡苏林的意见，罗荣桓、赖传珠、徐立清在1951年12月16日再次请示毛泽东，提出机构调整意见：总干部管理部拟设5个局1个办公室。局下设若干处，处下不再设科，直辖助理员，干部总人数258名。该意见获得了毛泽东同意。
1952年7月，总干部管理部改称中央人民政府人民革命军事委员会总干部部。1952年8月18日，经毛泽东批准，总干部部的5个局都改称部：一般兵种干部管理部（后改称任免部）、特种兵干部管理部（后改称任免部）、组织统计部、军衔奖励部、抚恤保健部（1953年9月撤销，1955年5月设预备役干部动员部）。当日，军委用电报将此事通知各大军区、中国人民志愿军司令部、军委各部、各特种兵、军事学院、总高级步校。总干部部各二级部部长分别从西北军区、中南军区、华东军区和中国人民志愿军选调。设5个部时期，办公地点分散在北京市东四四条32号、东四五条5号、东四七条39号，北池子26号、58号、64号。1956年春，总干部部迁入北京市旃坛寺1号。
当时，总干部部每月工作计划均报毛泽东批准。所做工作如干部调配、召开业务工作会议、抚恤保健、组织建设等要向毛泽东作书面报告。毛泽东阅后会在一两日内批示。总干部部在办理师级以上干部任免、处分、提升等级待遇等问题时直接呈毛泽东审定。例如1950年9月19日，罗荣桓关于第四十一军军长吴克华任职问题写请示呈毛泽东：“四十一军军长吴克华，在四野中较为老的军长，四野建议吴升任十五兵团副司令员兼四十一军军长，我认为可以，请主席批示。”1950年9月20日，毛泽东批示同意。因罗荣桓高血压和心绞痛时常发作，毛泽东在这份任免请示件上还写道：“荣桓同志：你宜少开会，甚至不开会，只和若干干部谈话及批阅文件，对你身体好些，否则难于持久，请考虑。”
1951年12月14日，罗荣桓、赖传珠、徐立清就师以上干部任免、处分、提升等级待遇等问题请示毛泽东：“1，凡军以上干部之任免、处分及提升等级待遇等问题，报呈主席审查批准，副主席、总参谋长阅。2，凡师级干部之任免、处分及提升等级待遇等问题，报呈副主席批准，总参谋长阅。3，凡以军委名义拟发之电报、指示、决定等文件，涉及有原则性的问题，均呈主席批准，副主席、总参谋长传阅。如一般问题，则呈副主席批准。”次日，毛泽东批示：“这样规定是适当的。周、朱、林、聂阅，退荣桓办。聂应召集一次会议，将军委各部门文件及军委自己文件的核阅，规定一个办法。其中应包括紧急情况时，有些文件先发后看一项。”
1952年12月27日，赖传珠、徐立清就检查和苏联顾问关系问题向彭德怀并毛泽东报告。报告中称：我军干部机关是新建组织，缺乏经验，向顾问学习苏军干部工作经验是基本的，否则不能前进。但实行步骤和组织形式要照顾我军实际情况。1952年12月28日，毛泽东批示：“这个报告可发军委各部门、各大军区和军事学校（有顾问的）首长们参考。希望各部门都照这样正确地对待自己的顾问同志。”1953年1月6日，军委将该报告通过电报发给各大军区、中国人民志愿军司令部、军委各部、各特种兵、军事学院、军事工程学院、总高级步校，并请中国人民志愿军司令部转铁道兵团。
1954年成立总干部部党委，书记赖传珠，副书记徐立清，五位二级部部长为委员。赖传珠分管三部、四部、五部、办公室；徐立清分管一部、二部。
1954年10月11日，中央军委总干部部改称中国人民解放军总干部部；中共中央副秘书长、中央组织部副部长宋任穷被任命为兼任总干部部第一副部长，12月到任，1955年1月正式上班，全年主要抓授衔和颁发勋章工作，同时接替生病的徐立清分管任免工作。
1956年6月中央决定调宋任穷任国家第三机械工业部部长，9月上任；其总干部部副部长的职务1957年9月免除。
1956年11月4日，中国人民解放军总参谋长粟裕向中共中央、中共中央军委写了《对军队建设的几点意见》的报告，其中称：“我认为，干部部门过去一向在政治部门领导下进行工作，可将总干合并到总政，至少可将总政干部部合并到总干，把全军军政干部统一管理起来。”中共中央军委采纳了粟裕的上述意见，决定自1957年4月1日起将中国人民解放军总政治部干部部并入中国人民解放军总干部部，在总干部部内增设政治干部任免部。1956年12月，萧华任总干部部部长。1957年4月19日，中共中央军委决定将总干部部预备役干部动员部并入中国人民解放军总参谋部动员部为1个处。1958年8月31日，中共中央政治局决定将总干部部并入总政治部，成为总政治部干部部，主管全军干部工作。1958年9月30日，总干部部撤销。在总政治部建制内成立干部部，统一掌管全军的干部工作。

## 机构设置
1950年筹建期间，计划内设任免处、军衔处、调查统计处、抚恤保健处、秘书处。
- 任免处：副处长吕义山
- 军衔处：处长王文轩
- 调查统计处：处长刘绍文
- 抚恤保健处：处长黎映霖
- 秘书处：处长叶显锐

1950年10月，改为内设4个处：
- 一般兵种干部处：处长刘绍文、副处长吕义山[3]
- 特种兵干部处：处长王文轩、副处长戈力[3]
- 军衔奖励抚保处：处长黎映霖、副处长周特夫[3]
- 秘书处

1951年12月，改设5个局1个办公室：
- 一般兵种干部管理局
- 特种兵干部管理局
- 组织统计档案局
- 军衔奖励局
- 抚恤保健局
- 办公室
- 预备役干部处

1952年8月，5个局改称部：
- 一般兵种干部管理部（后改称一般兵种干部任免部）
- 特种兵干部管理部（后改称特种兵干部任免部）
- 组织统计部
- 军衔奖励部
- 抚恤保健部（1953年9月撤消）
- 预备役干部动员部（1955年5月增设，1957年4月19日并入总参谋部动员部）
- 政治干部任免部（1957年4月1日由总政治部干部部改设）

注：1950年代，一般兵种指没有独立建立军兵种司令部的兵种，如步兵、骑兵等，特种兵指装甲兵、炮兵、工程兵、铁道兵以及海军、空军、防空部队（防空军）和公安部队（公安军）的兵种，与现在军队中所谓“特种兵”不是一个概念。

## 历任领导
| 部长 - 罗荣桓 元帅（1950年4月8日—1956年12月） - 萧华 上将（1956年12月29日—1958年9月） | 副部长 - 徐立清 中将（1950年4月8日—1950年10月19日，副部长；1950年10月19日—1958年9月，第二副部长） - 赖传珠 上将（1950年10月19日—1958年9月，第一副部长） - 宋任穷 上将（1954年10月—1957年9月，第一副部长，排名在另一位第一副部长赖传珠之前） - 甘渭汉 中将（1956年7月—1958年9月） |

总干部部所属各二级部部长
| 一般兵种干部任免部（一部） - 部长： - 李信 少将（1952年8月—1958年9月） - 副部长： - 李镜如 大校（1956年4月—1958年9月） | 特种兵干部任免部（二部） - 部长： - 郭炳坤（1952年8月—1955年5月，未到职） - 王文轩 少将（1956年4月—1958年9月） - 副部长： - 王文轩 少将（1952年8月—1956年4月） - 戈力 上校（1956年4月—1958年9月） - 张伯祥 大校（1957年11月—1958年9月） |

| 组织统计部（三部） - 部长： - 袁子钦 中将（1952年12月—1958年9月） - 副部长： - 刘绍文 少将（1952年8月—1956年2月） - 叶显锐（1956年4月—1958年9月） - 苏虹（1956年4月—1958年9月） | 军衔奖励部（四部） - 部长： - 曹广化 少将（1954年4月—1958年9月） - 副部长： - 曹广化（1952年8月—1954年4月） - 王迪康（1955年5月—1958年8月） - 周特夫 上校（1956年7月—1958年9月） |

| 抚恤保健部（1953年并入三部） - 部长： - 袁克服 少将（1952年8月—1953年9月） | 预备役干部动员部（1955年5月增设，五部） - 部长： - 郭炳坤 少将（1955年5月—1957年4月） - 副部长： - 李境如 大校（1955年5月—1956年4月） - 苏华（1956年4月—1957年4月） |

| 政治干部任免部 - 部长： - 孔石泉 中将（1957年4月—1958年9月） - 副部长： - 赵承丰 大校（1957年4月—1958年9月） | 办公室 - 主任： - 李大同（？—？） - 王迪康（1953年2月—4月；1954年2月—1955年5月） - 郑汉浩（？—1958年9月） - 副主任： - 郑汉浩（1955年—？） - 李新阶（？—？） |

## 授勋工作办公室
1957年，《国务院关于设立授勋工作办公室的通知》发出，内称“国务院决定设立授勋工作办公室，以王迪康为办公室主任，王傲、李子川、刘敬修、周之同为副主任。办公室的地点设在中国人民解放军总干部部军衔奖励部。特此通知。”